# 埃克托·斯卡罗内
埃克托·佩德罗·斯卡罗内·贝雷塔（Héctor Pedro Scarone Beretta，1898年11月26日—1967年4月4日）是一名乌拉圭足球运动员，司职前鋒。埃克托·斯卡罗内長期效力於民族足球俱乐部。